# Leukippos z Milétu
Leukippos z Milétu (řecky Λεύκιππος) (500–440 př. n. l.) byl starořecký filozof. Jako Démokritův předchůdce a učitel je zakladatelem atomismu.

## Leukippův život
Narodil se koncem 5. století př. n. l. v Mílétu, nebo v Abdérách, kde i zemřel. Vyjma toho, že byl Démokritovým předchůdcem a učitelem, není o jeho životě nic bližšího známo.

## Leukippovo dílo
Žádné z děl, které by bylo možno připsal Leukippovi, se nezachovalo. Podle titulů známe asi 7 knih. U některých z více než sedmdesáti, které jsou přiřčeny Démokritovi, je možné Leukippovo spoluautorství. Ani tyto knihy se nedochovaly.
Ve starověku byla nejvíce ceněna kniha Megas Diakosmos, neboli Velké uspořádání světa, připisovaná jak Leukippovi, tak Démokritovi, nebo oběma současně. Dále také Peri Nou, angl. On Mind.

## Leukippova filosofie
Leukippovy myšlenky přešly do práce jeho slavnějšího následníka Démokrita. Dnes je téměř nemožné určit nějaké názory, v nichž by se oba filozofové neshodli. Následkem toho byla Leukippova práce natolik zastíněna Démokritovým věhlasem, že Epikúros pochyboval (podle Diogéna Laertského) o jeho existenci. Nicméně Aristotelés a Theofrastos z Lesbu vysloveně jmenují Leukippa jako původce atomismu.
Z Leukippova a Démokritova učení je nejvýznamnější tzv. atomická teorie (atomismus). Vznikla přehodnocením učení předchozích materialistických filozofů.
Podle ní existuje na světě nejen bytí, jež není jedno, ale mnohé, ale i nebytí neboli prázdno. Bytí je hmota, která se skládá z velkého množství jednolitých malých částeček, které se pohybují v prázdnu, neboli prostoru. Jsou to nejjednodušší části hmoty, nelze je dále dělit, nevznikají ani nezanikají a nepodléhají žádným vlivům.
Vznik a zánik věcí, jejich změny a různorodost je důsledkem vzájemného spojování a oddělování těchto částeček.
Tyto malé částečky nazval Leukippos atomy, podle řeckého slova atomos - "nesmírně malý", "nedělitelný".
Leukippos a Démokritos si, vyvozeno z kontextu, zřejmě představovali tento proces jako mechanické seskupování a přeskupování, nemysleli si, že by tento proces řídila nějaká bytost.
Zachovala se jen jediná Leukippova myšlenka, vyjádřená jeho vlastními slovy:
Nic se neděje náhodně, ale vše podle řádu a nutnosti (ek logú kai hyp' anankés). – Leukippos, Diels-Kranz 67 B1
Formuloval tedy zákon kauzality - nic nevzniká náhodou, vše má svůj důvod, na což navázal Démokritos.